# 오시영
오시영(1991년 8월 7일 ~ )은 대한민국의 가수 겸 모델이다.

대표곡으로는 너무예뻐, 봄이 온 듯해, 좋아 좋아져 등 이있다.

## 광고
- 박카스 (2018)
- 이클립스 민트 (2019)
- 삼성전자 (2019)
- 삼성 QLED (2019)
- 아임닭 (2020)
- 네네치킨 (2020)